# Giffaumont-Champaubert
Giffaumont-Champaubert ist eine französische Gemeinde im Département Marne in der Region Grand Est. Sie hat eine Fläche von 28,13 km² und 286 Einwohner (2022).

## Geografie
Die Gemeinde Giffaumont-Champaubert liegt am Südufer des Lac du Der-Chantecoq, des größten französischen Stausees und an der Grenze zum Département Haute-Marne. Zur Gemeinde gehören ca. 12 km² der Stauseefläche einschließlich mehrerer Schilfinseln und der Westteil der Insel Chantecoq (Île de Chantecoq).
Nachbargemeinden sind: Sainte-Marie-du-Lac-Nuisement, Éclaron-Braucourt-Sainte-Livière, Planrupt, Droyes, Châtillon-sur-Broué, Outines und Arrigny.

## Geschichte
Im Jahr 1968 wurde die Gemeinde Chantecoq nach Giffaumont eingegliedert. Drei Jahre später schlossen sich die Gemeinden Giffaumont und Champaubert-aux-Bois zusammen.
Chantecoq und Champaubert wurden für den Bau des Lac du Der-Chantecoq aufgegeben, der im Januar 1974 eingeweiht wurde.

## Bevölkerungsentwicklung
| Jahr                       | 1962 | 1968 | 1975 | 1982 | 1990 | 1999 | 2004 | 2009 | 2018 |
| -------------------------- | ---- | ---- | ---- | ---- | ---- | ---- | ---- | ---- | ---- |
| Einwohner                  | 289  | 273  | 174  | 215  | 227  | 234  | 254  | 261  | 273  |
| Quellen: Cassini und INSEE |      |      |      |      |      |      |      |      |      |

## Sehenswürdigkeiten
- Kirche Saint-Dizier in Giffaumont
- Kirche St-Laurent, einziges erhaltenes Gebäude von Champaubert-aux-Bois

## Persönlichkeiten
- Étienne Nicolas Lefol (1764–1840), General